# Honda CRF 1100 L Africa Twin
Die Honda CRF 1100 L Africa Twin ist ein geländegängiges Motorrad des japanischen Herstellers Honda.

## Konstruktion
Die CRF 1100 L Africa Twin hat einen flüssigkeitsgekühlten Zweizylindermotor mit 1084 cm³ Hubraum. Die Nennleistung beträgt 75 kW (102 PS) bei einer Drehzahl von 7500 min−1, das maximale Drehmoment 105 Nm bei 6250 min−1. Die zwei Zylinder des Parallel-Twin haben eine Bohrung von 92 mm. Der Hub ist mit 81,5 mm um 6,4 mm höher als der der CRF 1000 L. Die Kurbelwelle hat 270 Grad Versatz der Kurbelzapfen. Der Motor erfüllt die Euro-5-Abgasnorm; dazu erhielt er neue Zylinderköpfe, geänderte Nockenwellensteuerung und Drosselklappen sowie ein überarbeitetes Abgassystem mit gesteuerter Klappe für größere Leistung bei höheren Drehzahlen. Sein Verbrauch beträgt beim WMTC-Zyklus 4,9 Liter/100 km.
Der Heckrahmen besteht aus Aluminium und ist verschraubt, so dass bei einem Unfallschaden gegebenenfalls nur der beschädigte Rahmenteil getauscht werden kann. Vorn hat die CRF 1100 L Africa Twin zwei Bremsscheiben mit kurvenfähigen Antiblockiersystem. Außerdem können fünf elektronische Fahreinstellungen gewählt werden, wobei Offroad hinzukam. Der Durchmesser der Reifen beträgt vorn 21 und hinten 18 Zoll. Die Kraft wird mit einer O-Ring-Kette vom Getriebe zum Hinterrad übertragen. Auf Wunsch ist ein Doppelkupplungsgetriebe (Honda-Bezeichnung DCT), wie bereits für verschiedene Modelle von Honda, etwa für die Honda VFR 1200 X Crosstourer, erhältlich. Es macht eine manuell betätigte Kupplung überflüssig und wechselt in der AT-Einstellung die Gänge selbsttätig; das Mehrgewicht beträgt 10 kg.
Der Kraftstofftank fasst 18,8 oder beim auf Fernreisetourismus ausgelegten Adventure Sports-Modell 24,8 Liter.
Honda-intern trägt die CRF 1100L Africa Twin der Modelljahre 2020 bis 2023 den Modellcode SD08. Die CRF 1100L Africa Twin Adventure Sports trägt den Modellcode SD09. Die Adventure Sports hat neben dem größeren Tank eine größere Verkleidung und eine höhenverstellbare Scheibe. Außerdem ist sie serienmäßig mit Kurvenlicht ausgestattet. Fahrwerksseitig sind SD08 und SD09 identisch. Allerdings wird die SD09 serienmäßig mit schlauchlosen Reifen ausgeliefert. Gegen Aufpreis ist für die SD09 außerdem ein elektronisch einstellbares Fahrwerk von Showa lieferbar. 
Im Modelljahr 2024 wurden die Baureihen SD08 (Africa Twin) und SD09 (Africa Twin Adventure Sports) gegen zwei Nachfolgemodelle ausgetauscht, die SD13 (Africa Twin) und die SD14 (Africa Twin Adventure Sports). Beide Modelle haben einen neu abgestimmten Motor, der die Abgasnorm Euro 5+ erfüllt und dabei rund zehn Prozent mehr Drehmoment bei niedrigeren Drehzahlen hat, die Leistung bleibt gleich. Davon abgesehen sind die Unterschiede zwischen SD08 und SD13 erst auf den zweiten Blick erkennbar: Bei der SD13 werden jetzt auch schlauchlose Reifen verbaut, außerdem ist das elektronische Fahrwerk von Showa jetzt gegen Aufpreis bestellbar. Die Modifikationen bei der neuen Adventure Sports SD14 fallen größer aus: Das Modell hat jetzt ein 19-Zoll-Vorderrad (statt 21 Zoll), reduzierte Federwege und eine leicht reduzierte Bodenfreiheit. Das elektronisch einstellbare Fahrwerk, das es bei der SD09 noch als aufpreispflichtiges Extra gab, ist bei der SD14 jetzt serienmäßig verbaut. 

## Marktpositionierung
Die CRF-Baureihe von Honda ist bereits seit Jahren erfolgreich im Enduro- und Motocross-Bereich vertreten. Mit dem Vorgängermodell CRF1000L reagierte Honda auf die Marktentwicklung hin zu über 250 kg schweren und straßenorientierten Reiseenduros wie der BMW R 1200 GS K50, KTM 1190 Adventure, Ducati Multistrada 1200, Moto Guzzi Stelvio und Triumph Tiger Explorer.
Mit einer leichteren und geländegängigeren Auslegung ist das Motorrad zwischen den Adventure-Bikes mit 800–900 cm³ und jenen ab 1200 cm³ Hubraum positioniert. Sie konkurrierte zum Zeitpunkt der Markteinführung mit der Kawasaki Versys 1000 und der Suzuki V-Strom 1000 ABS (gefolgt von der V-Strom 1050), die ebenfalls etwa einen Liter Hubraum haben. Ab dem Modelljahr 2024 wurde diese Klasse um die neue Moto Guzzi Stelvio erweitert. 
In den ersten Jahren ihrer Produktion waren die beiden Varianten der CRF1100L, die Africa Twin und die Africa Twin Adventure Sports, relativ nahe zueinander positioniert, die Adventure Sports war im Grunde nur eine Africa Twin mit größerem Tank und höherer Scheibe. Seit dem Modelljahr 2024 sind die Unterschiede größer geworden. Die Adventure Sports richtet sich mit ihrem kleineren 19-Zoll-Vorderrad und der mehr auf Straßenbetrieb ausgerichteten Federung mehr an Kunden, die ein Reisemotorrad wünschen, während bei der Africa Twin der Schwerpunkt auf Geländetauglichkeit bleibt. 

## Probleme mit dem TFT-Display
Eine der größten Änderungen bei der CRF1100L gegenüber ihrer Vorgängerin war ein neues Cockpit mit einem ca. 7 Zoll großen TFT-Display, von Honda als "Multi Information Display" (MID) bezeichnet. Dieses Display sorgte bald nach seiner Einführung für Probleme. Die Touch-Funktion fiel bei vielen Anwendern bei niedrigen Temperaturen aus, andere beklagten "Ghosting" (unerklärliche Reaktionen des Displays ohne Eingabe) oder ein Beschlagen des Bildschirms. Nachdem die Klagen über das sehr teure Bauteil (Ersatzteilpreis in Deutschland ca. 4.000 Euro) überhand nahmen, entschloss sich Honda zu einem ungewöhnlichen Schritt: 2023 wurde das Display technisch überarbeitet - und die Werksgarantie auf das MID in den Motorrädern von Modelljahr 2020 bis 2023 pauschal auf zehn Jahre erweitert.